# Niszczyciele rakietowe typu 42
Niszczyciele rakietowe typu 42 – brytyjskie niszczyciele rakietowe, które zaczęto wprowadzać na uzbrojenie Royal Navy w 1975 roku. Dwie jednostki tego typu zakupiła Argentyna. Podczas wojny o Falklandy argentyńskie lotnictwo zatopiło dwa brytyjskie niszczyciele tego typu. Okręty od pierwszej jednostki serii nazywane są także typem Sheffield.

## Historia
Okręty zostały zaprojektowane pod koniec lat 60. dla zapewnienia obrony przeciwlotniczej floty, gdzie miały stanowić uzupełnienie planowanych dużych niszczycieli typu 82.
Zbudowano 14 jednostek w trzech różniących się od siebie seriach. Ponadto dwie jednostki wykonane w standardzie pierwszej serii produkcyjnej zostały sprzedane Argentynie. Pierwszy okręt serii HMS „Sheffield” wodowano 10 czerwca 1971. Okręt wszedł do służby 16 lutego 1975. Wziął aktywny udział w wojnie o Falklandy, gdzie zatonął po trafieniu przez  pocisk przeciwokrętowy Exocet.
Do 2005 wszystkie okręty pierwszej serii produkcyjnej zostały wycofane ze służby. Ostatnia jednostka drugiej serii HMS „Edinburgh” (D97) została wycofana ze służby 6 czerwca 2013 r. Okręty zastąpiło sześć nowych niszczycieli typu 45.

## Zbudowane okręty
- Pierwsza seria produkcyjna
  - HMS Sheffield (D80) – wodowany 10 czerwca 1971, wejście do służby 16 lutego 1975 zatonął 10 maja 1982  po trafieniu pociskiem przeciwokrętowym AM39 Exocet
  - HMS Birmingham (D86) – wodowany 30 lipca 1973, wejście do służby 3 grudnia 1976, wycofany ze służby 31 grudnia 1999 sprzedany na złom w 2000
  - HMS Newcastle (D87) – wodowany 24 kwietnia 1975, wejście do służby 23 marca 1978, wycofany ze służby w 2005
  - HMS Glasgow (D88) – wodowany 14 kwietnia 1976, wejście do służby 25 maja 1977, wycofany ze służby w 2005
  - HMS Cardiff (D108) – wodowany 22 lutego 1974, wejście do służby 24 września 1979, wycofany ze służby w 2005
  - HMS Coventry (D118) – wodowany 21 czerwca 1974, wejście do służby 20 października 1978, zatonął 25 maja 1982 po trafieniu trzema bombami lotniczymi wagomiaru 250 kg

- Druga seria produkcyjna
  - HMS Exeter (D89) – wodowany 25 kwietnia 1978, wejście do służby 18 września 1980, wycofany ze służby w 2009
  - HMS Southampton (D90) – wodowany 29 stycznia 1979, wejście do służby 31 października 1981, wycofany ze służby w 2009
  - HMS Nottingham (D91) – wodowany 18 lutego 1980, wejście do służby 8 kwietnia 1983, wycofany ze służby w 2010
  - HMS Liverpool (D92) – wodowany 25 września 1980, wejście do służby 9 lipca 1982, wycofany ze służby w 2012
- Trzecia seria produkcyjna
  - HMS Manchester (D95) – wodowany 24 listopada 1980, wejście do służby 16 grudnia 1982, wycofany ze służby w 2011
  - HMS Gloucester (D96) – wodowany 2 listopada 1982, wejście do służby 11 września 1985, wycofany ze służby 30 czerwca 2011
  - HMS Edinburgh (D97) – wodowany 14 kwietnia 1983, wejście do służby 17 grudnia 1985, wycofany ze służby 6 czerwca 2013[1]
  - HMS York (D98) – wodowany 21 czerwca 1982, wejście do służby 9 sierpnia 1985, wycofany ze służby w 2012
- Okręty zbudowane dla Argentyny (pierwsza seria)
  - Hercules (B-52) – wodowany 24 października 1972, wejście do służby 12 lipca 1976, w służbie jako transportowiec
  - Santisima Trinidad (D2) – wodowany 9 listopada 1974, wejście do służby 1 lipca 1981, wycofany ze służby w 2004, zatonął w bazie Puerto Belgrano w 2013